# Wils Huisman
Wils (Willie) Huisman (Den Haag, 10 oktober 1914 – Leiden, 20 januari 1979) was een Nederlands vertaalster van Russische literatuur voor o.a. uitgeverijen Contact en Van Oorschot. Ze was in haar tijd een van de weinige vrouwen in Nederland die boeken vertaalden voor grote uitgeverijen. Een van haar bekendste vertalingen is die van Tolstojs Anna Karenina, die in 1965 werd uitgegeven in de collectie Russische Bibliotheek van Van Oorschot, en in 2022 haar tiende druk beleefde.

## Biografie
Wils Huisman is de dochter van Schildwolder Jacob Tjakko Huisman (1884 - 1918), ingenieur en pionier in de betonbouw, en Kollumse Baukje Brongersma (1879 - 1963), verpleegkundige. Ze had één broer, Willem Huisman (1916 - 2010) die als constructeur en architect een van de grondleggers van het constructief ontwerpen was, en als hoogleraar de afdeling Bouwkunde aan de TU Eindhoven oprichtte.

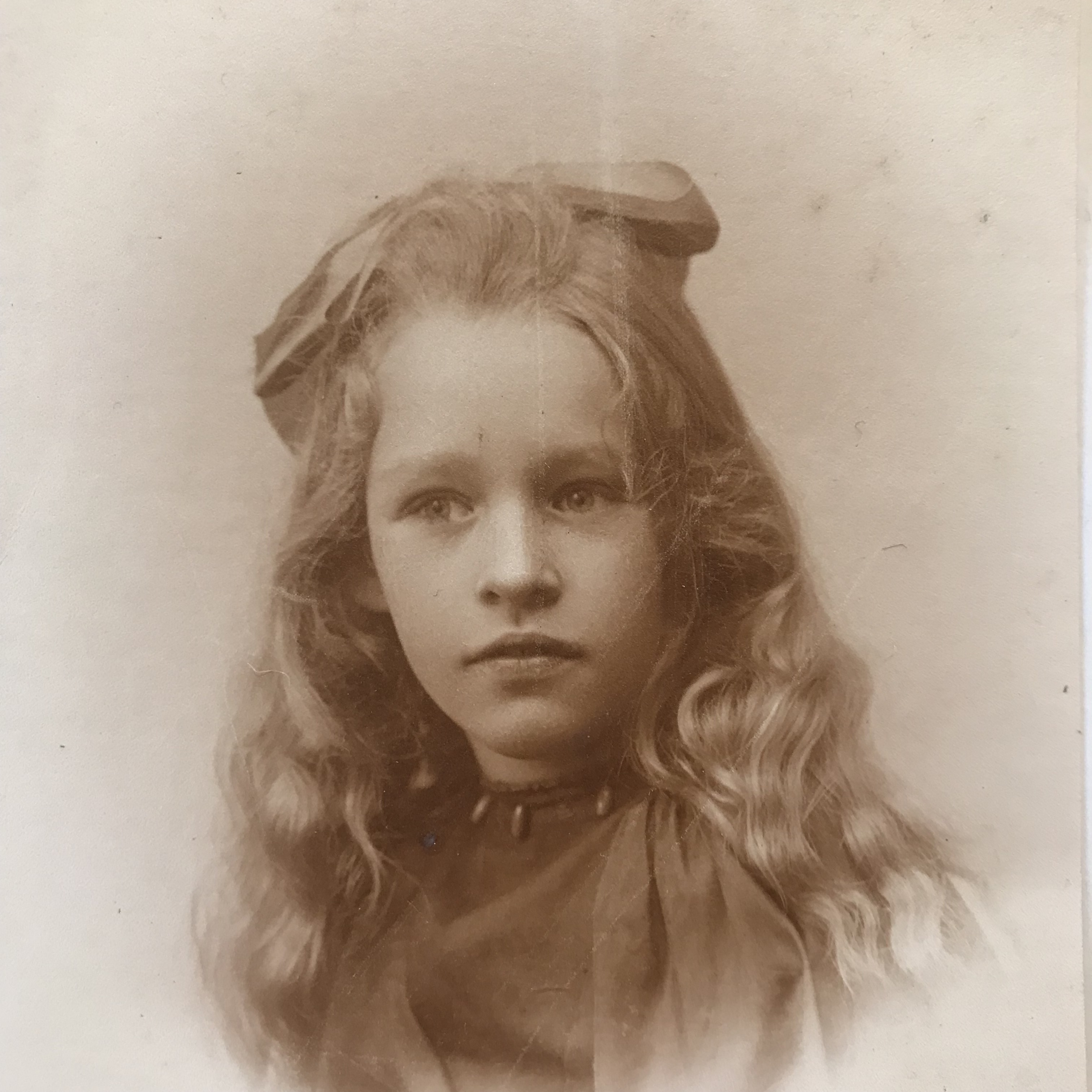
Wils Huisman als kind

Huisman had door een aangeboren afwijking geen armen. Toen ze slechts 4 jaar oud was, overleed haar vader. Met haar moeder en broer woonde ze vanaf 1922 in Wassenaar in een dubbel woonhuis waar ook een studievriend van haar vader woonde, met wie was afgesproken dat men in geval van nood elkaar zou helpen. Het huis was ontworpen door de latere rijksbouwmeester G.C. Bremer, tevens hun buurman en ook een studievriend van haar vader.
Huisman moest in de oorlog dit huis verlaten omdat het in de Atlantik-linie lag. Ze verhuisde met haar moeder naar een boerderij van een oom in Friesland. Hier begon ze aan haar vertaling van Anna Karenina. Na Friesland verhuisde ze met haar moeder naar Den Haag.
Ondanks het feit dat ze geen armen had maakte ze reizen naar Zweden, Griekenland en Moskou. Ze had met haar voeten leren schrijven met pen en papier, en was een van de eersten met een fysieke beperking die met een aangepaste auto reed, een automatische DAF met het stuur net boven de bodem van de auto. Ze woonde zelfstandig op een benedenverdieping aan de Boisotkade in Leiden en verhuurde de bovenverdiepingen. Haar woning kende vele aanpassingen waardoor ze eenvoudige dingen als deuren openen en sluiten zelf kon.
Huisman bleef ongetrouwd. Ze was enige tijd lid van de soroptimisten.

### Opleiding
Wils Huisman koos voor de studie Slavische talen omdat dit een studierichting met weinig studenten betrof, waardoor de kans op een baan vergroot werd. Ze studeerde aan de Rijksuniversiteit Leiden bij Nicolaas van Wijk, die tot 1945 de enige hoogleraar in Nederland was waarbij men Slavische talen kon studeren. Haar studiegenoten waren o.a. Paul Rodenko, Aleida Schot, Jeanne Liedmeier en Etty Hillesum, die over haar schreef in haar dagboeken. Ze studeerde af in 1941.

### Werk
Kort na de oorlog werd Huisman de eerste vakreferent voor Slavische talen aan de Universiteitsbibliotheek van Leiden (bibliothecaresse van de Slavische studiezaal). Ze bekleedde die functie jarenlang. Voor de Russische Bibliotheek, een project van uitgeverij Van Oorschot waarin een groot aantal klassieken uit de Russische literatuur werd uitgegeven, vertaalde ze werken van Ivan Toergenjev, Ivan Gontsjarov en Lev Tolstoj.